# ZHESM-materieel

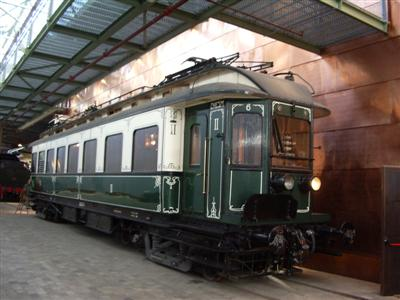
ZHESM-motorrijtuig BC 6 (bouwjaar 1908) in het Nederlands Spoorwegmuseum.

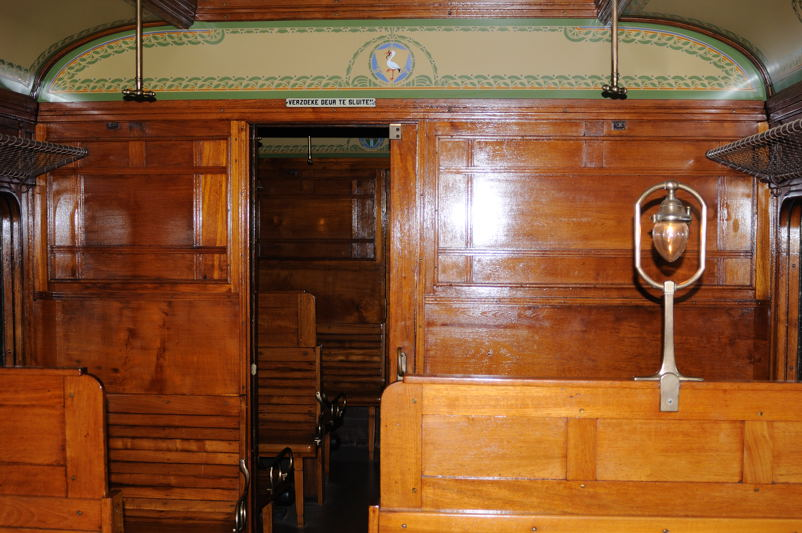
Derde klas interieur van ZHESM-motorrijtuig BC 6.

Het ZHESM-materieel werd gebouwd voor de Zuid-Hollandsche Electrische Spoorweg-Maatschappij voor gebruik op de Hofpleinlijn (Rotterdam Hofplein – Den Haag Hollands Spoor / Scheveningen). Deze eerste elektrische spoorlijn in Nederland werd in gebruik genomen in 1908.

## Geschiedenis
Het materieel werd gebouwd door de Koninklijke Fabriek van Rijtuigen en Spoorwagens J.J. Beijnes, hofleverancier van rijtuigen en spoorwagons te Haarlem. Het eerste testrijtuig had het nummer BC 1 en werd afgeleverd in januari 1908. In februari en maart van dat jaar werden de overige exemplaren geleverd, die op sommige punten afweken van het testrijtuig. Er werden totaal 23 motorrijtuigen en 27 tussenrijtuigen gebouwd. Het model was gebaseerd op een Amerikaans ontwerp voor interurban-rijtuigen. Zij hadden een zeer luxueuze inrichting en waren bedoeld voor de welvarende forensen die vanuit Scheveningen, Wassenaar en Den Haag naar Rotterdam reisden. Het materieel was oorspronkelijk geschikt voor 10.000 volt 25 Hz wisselspanning. De motorrijtuigen konden in treinschakeling rijden. De daarvoor benodigde stuurstroomkabels waren ook bij de tussenrijtuigen aangebracht.
Aanpassing
In de jaren 20 werd - na de fusie van de HSM en de SS tot de NS - voor de verdere elektrificatie van spoorlijnen in Nederland gekozen voor 1500 volt gelijkspanning. In 1926 werden de ZHESM-rijtuigen en de Hofpleinlijn verbouwd naar de nieuwe Nederlandse standaard. Hierbij kregen zij nieuwe draaistellen met nieuwe motoren zoals die ook onder de toentertijd nieuwe 'blokkendozen' (het materieel '24) zaten. Ook het interieur en het exterieur van het ZHESM-materieel kregen een enigszins nieuwe uitstraling, waarbij veel details waren weggelaten. Tijdens de verbouwing van het ZHESM-materieel werd de Hofpleinlijn tijdelijk met materieel '24 geëxploiteerd.
Oorlogstijd
Het oorspronkelijke materieel deed dienst tot de spoorwegstaking in september 1944. In de Tweede Wereldoorlog had de Hofpleinlijn het zwaar te verduren. Niet alleen de baan maar ook de treinstellen werden verwoest. Veel rijtuigen werden naar Duitsland afgevoerd. Na de oorlog zijn er enkele teruggekomen, meestal in bijzonder slechte staat. Een aantal rijtuigen is nooit teruggevonden.
Na 1945
De oorlog had een einde gemaakt aan de dienst van het materieel op de originele spoorlijn, waar voortaan het elektrische stroomlijnmaterieel dienstdeed. Van de tussenrijtuigen werd een aantal exemplaren tot in de jaren 50 nog ingezet in de stoomtreindienst, waarna zij werden afgevoerd.
Na de oorlog was nog één motorrijtuig, 9911, rijvaardig. Dit reed nog een aantal jaren als dienstwagen en ging in 1957 buiten dienst. Hierna werd het opgenomen in de collectie van het Nederlands Spoorwegmuseum te Utrecht. Het rijtuig is grotendeels teruggebracht in de oorspronkelijke staat als BC 6, maar is niet rijvaardig.
Na de Tweede Wereldoorlog zijn diverse ex-ZHESM-rijtuigen neergezet als noodwoning. Dit gebeurde vanwege de woningnood in de jaren direct na de oorlog veelvuldig. Vlak bij de voormalige halte Bosch en Duin langs de vroegere Spoorlijn De Bilt - Zeist was rijtuig mC 9901 tot april 2015 in gebruik als woonhuis, maar is in die maand alsnog gesloopt.

## Hofpleintrein
Een van de laatste nog bestaande rijtuigen is aan het eind van de Tweede Wereldoorlog meegenomen naar het oosten van Duitsland, de voormalige Duitse Democratische Republiek. In Geestgottberg werd de 'mB 61' door Lino Lampers gespot in 1992. In 1993 werd het rijtuig aangekocht door het Nederlands Spoorwegmuseum en overgebracht naar Klostermansfeld en later naar Helbra.
Op 21 maart 2016 is de Stichting Hofpleintrein Rotterdam opgericht, met als doel dit voormalige motorrijtuig naar Nederland over te brengen, te restaureren en te plaatsen op het oorspronkelijke Hofbogen-viaduct in Rotterdam. Het rijtuig krijgt daarbij een nieuwe functie, met zoveel mogelijk een openbaar karakter. Op 5 oktober 2018 werd er door het Spoorwegmuseum en de Stichting Hofpleintrein een bruikleenovereenkomst getekend.
Het rijtuig werd in juni 2019 naar Rotterdam overgebracht, waar het op 21 juni arriveerde. De restauratie zal naar verwachting twee à drie jaar in beslag nemen. Samen met hulp van vrijwilligers en leerlingen van scholengemeenschap LMC-VO worden de restauratiewerkzaamheden uitgevoerd, die plaatsvinden in de werkplaats van de Stoom Stichting Nederland bij het Kralingse Bos in Rotterdam.

## Rijtuigen
Bouwjaar 1908
- 9 motorrijtuigen tweede en derde klas: BC 1 - 9
- 10 motorrijtuigen tweede klas: B 51 - 60
- 9 tussenrijtuigen derde klas: C 101 - 109

Bouwjaar 1911
- 2 motorrijtuigen tweede en derde klas: BC 10 - 11

Bouwjaar 1914
- 2 motorrijtuigen derde klas: C 61 - 62